# アッシュの同調実験
アッシュの同調実験（英：Asch conformity experiments）とは、1956年にアメリカの社会心理学者ソロモン・アッシュが発表した集団行動についての古典的な実験。 

## 実験過程

アッシュ実験で使用された2枚のカード。左は判断の基準となる直線で、右は被験者に判断させる選択肢となる3本の直線である。

実験者は、スワースモア大学の男子大学生を被験者として使用し、8人の各グループが半円形に並んで座り、そのうち7人が実験者が仕込んだ偽の被験者（サクラ）で、1人だけが実際の被験者だった。この被験者は他の7人とは面識がなかった。実験開始後、実験者は全員に左側の基準となる直線を示し、右側の3つの直線のうちのどれが基準線と同じ長さであるか、1人ずつ口頭で回答することを求めた。回答は、サクラ役の6人が先で、真の被験者はいつも最後から2番目に回答するようにされていた。サクラ役の回答者は、最初の数回は正しく回答したが、途中からはあらかじめ決められた間違った回答をするようになっていた。実験では、こうしたサクラ役の間違った回答（多数派の回答）が真の被験者の回答にどんな影響を与えるかが調べられた。
実験は18回繰り返され、その結果、全回答の37％で真の被験者がサクラ役の間違った回答に同調することがわかった。被験者ごとの分析では、被験者の約3/4が少なくとも1回の同調行動をし、全く同調しない被験者は約1/4だった。一方、すべての回答で同調する被験者はいなかった。 

## 結論
このアッシュの実験では、正しい回答に報酬が与えられたわけでも、間違った回答しても罰が与えられたわけでもなかった。 したがって、真の被験者がサクラの間違った回答に同調してしまった理由として以下の2つが提唱された。 
1つは、サクラ役の満場一致の回答に直面して、真の被験者は自分の意見が間違っていると考えた可能性である。アッシュは実験後、真の被験者になぜ間違った回答をしたのかを尋ねたが、数人は実際にそうした返答をしていた。 
もう1つのケースは、真の被験者が多数派の判断に同調することで、多数派に受け入れられようとした可能性である。これは、この線分判断課題をサクラがいない状況で実施した場合には正しく判断できていたことからわかる。
またこのことは、サクラ役の回答者が全員一致で間違った回答をしない場合には同調行動が大幅に低下したことからも確認された。つまり、集団からの同調圧力は全員一致である場合に強く働き、それと異なる意見を述べることを難しくするのである。このことは斉一性の原理として知られている。

## 批判
このアッシュの実験は、世界中で文化や人種を超えて同様の実験結果が再現されることがレビューされ、社会心理学の教科書には必ず記載されているよく知られた研究である。しかし、論文が発表された当初から実験結果への疑義が出されていた。例えば、アッシュの論文の後半に書かれている被験者とのインタビューでも、被験者が実験状況に疑問を感じていたことを示す例が見られる。追試実験でも同調が起こらなかったことを報告した論文もある。ただし、出版バイアスのために、同調が見られなかったという否定的結果は論文として公刊されにくいため、同調が見られたとする追試論文に比べ、その数は少ない。日本の心理学者たちによるサクラを使わないアッシュ実験の再現研究でも、斉一性の原理が必ずしも正しくない可能性が指摘されている。

## 参考資料
- E. Allenson Social Animals（第9版）。上海：華東師範大学出版局、2007年：14-19ページ。
- Bond, R., & Smith, P. B. (1996). Culture and conformity: A meta-analysis of studies using Asch's (1952b, 1956) line judgment task. Psychological bulletin, 119(1), 111-137.
- Lalancette, M. F., & Standing, L. (1990). Asch fails again. Social Behavior & Personality: an international journal, 18(1), 7-12.
- Mori, K., & Arai, M. (2010). No need to fake it: Reproduction of the Asch experiment without confederates. International Journal of Psychology, 45(5), 390-397.

## 関連記事
- ミルグラム実験